# Amphora des Hermonax in Würzburg

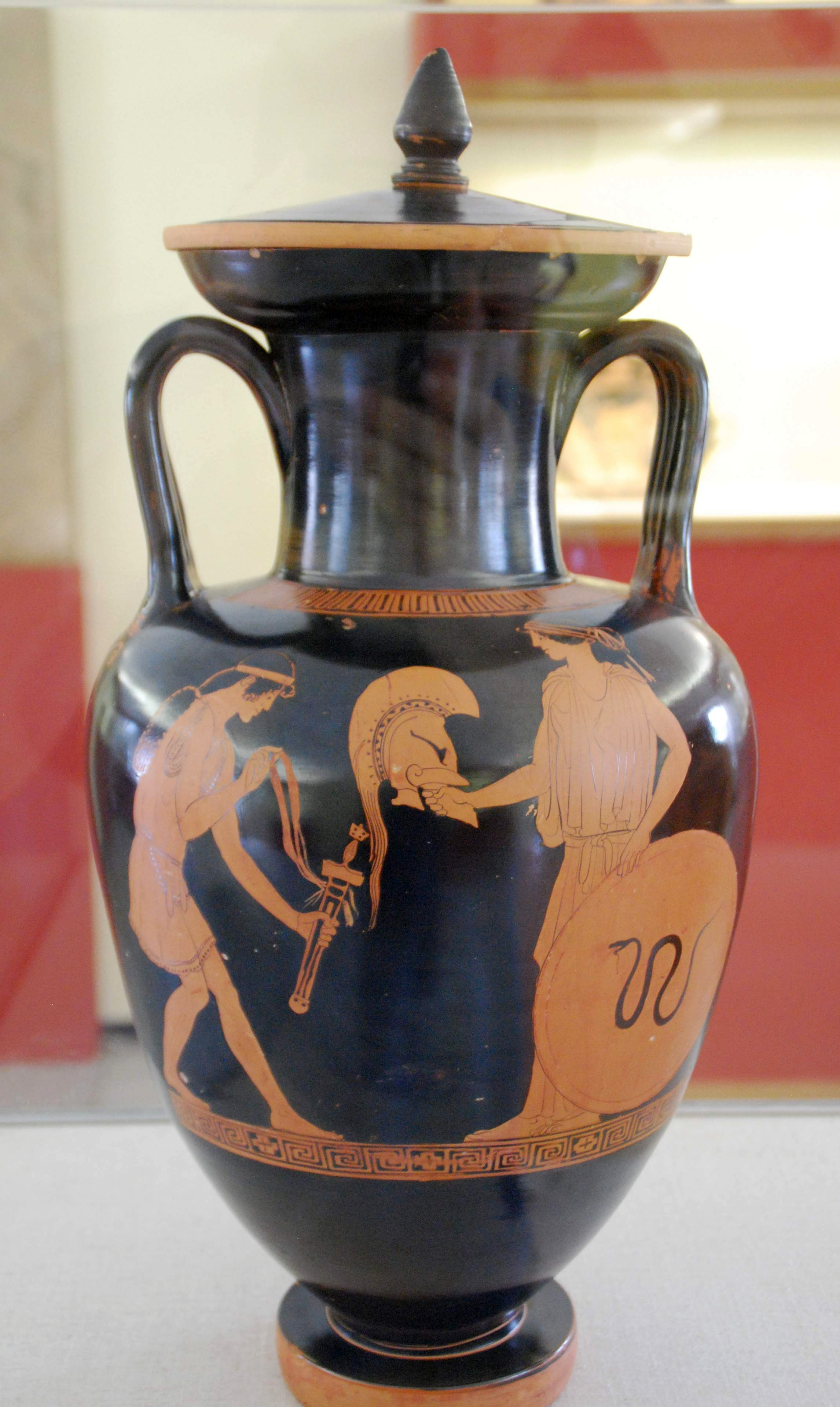
Vorderseite mit der Kriegerabschiedszene

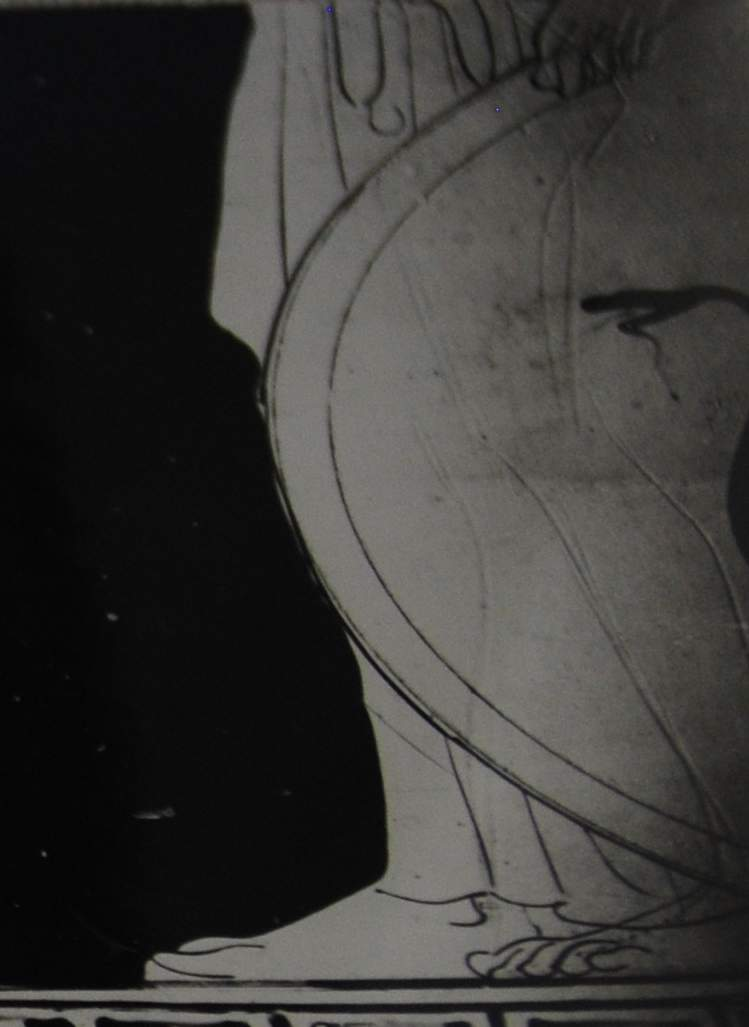
Detail mit der sichtbaren Vorzeichnung unter dem Schild

Die Amphora des Hermonax in Würzburg ist eine Halsamphora, die vom frühklassischen attischen Vasenmaler Hermonax im rotfigurigen Stil der Griechischen Vasenmalerei um das Jahr 450 v. Chr. gefertigt wurde.
Die Halsamphora wurde in einem etruskischen Grab in Vulci gefunden. Zunächst gelangte sie in die Sammlung Feoli, heute gehört sie zur Antikensammlung des Martin von Wagner Museums in Würzburg, wo sie mit einem wohl nicht zugehörigen Deckel präsentiert wird. Sowohl die Ausführung der Töpferarbeit wie auch der Bildinhalt sind typisch für die Vasen dieser Zeit. Von der Thematik des Kriegerabschieds gibt es hunderte im Detail variierende Vasenbilder. Die Zeichnungen auf dieser Amphora, die von John D. Beazley Hermonax zugewiesen wurde, heben sich vom Durchschnitt der Darstellungen jedoch durch ihre Qualität hervor.
Auf der Vorderseite zu sehen ist eine junge Frau, die einem jungen Mann beim Rüsten hilft. Beide tragen nur einen Chiton, vermutet wird für den jungen Mann auch ein Zweiteiler aus Hemd und Rock. Während sich der Jüngling leicht gebückt sein Schwert anlegt – kanonisch wäre hier eigentlich die Anlage der Beinschienen – reicht sie ihm den Helm mit beweglichen Wangenklappen und Stirnschirm und hält auch den Rundschild mit einer Schlange als Schildzeichen bereit. Panzer, Beinschienen und Lanze fehlen. Diese Waffen waren seit den Perserkriegen für attische Hopliten üblich, obwohl zur Zeit der Entstehung der Vase die Flotte der Athener der weitaus bedeutendere Teil der attischen Streitkräfte war. Der Hoplit blieb dennoch das wehrhafte Bürgerideal und wurde noch längere Zeit in einer idealisierenden Form abgebildet. Auch das lange Haar war zur Entstehungszeit der Vase nicht mehr in Mode und erinnert an die spätarchaische, heroische Zeit der Perserkriege.
Es gibt zwei Theorien darüber, wer hier zu sehen ist. Einerseits wird vermutet, dass es sich beim jungen Mann um Achilleus handelt, der von seiner Mutter Thetis die von Hephaistos hergestellten Waffen für den Trojanischen Krieg gereicht bekommt, und dass mit dem Bild auf eine Szene aus dem 19. Buch von Homers Ilias angespielt wird. Für diese Theorie könnte ein an dieser Vase erhaltenes Detail sprechen. Unter dem Schild haben sich mehrere Linien der Vorzeichnung des Vasenmalers erhalten. Die Vorzeichnung wurde mit einem Holzgriffel in den halb trockenen Ton vor dem Brand und in den Glanzton, mit dem gemalt wurde und der noch vor dem Brand aufgebracht wurde, eingeritzt. Wie man dort sehen kann, war die weibliche Figur zunächst als Akt konzipiert. In der griechischen Kunst wurden im Allgemeinen nur Göttinnen, göttlich-mythologische Wesen wie Mänaden oder Nymphen oder Prostituierte nackt abgebildet.
Eine zweite Theorie sieht in dem jungen, nach attischen Sitten in diesem Alter wohl noch nicht verheirateten Mann einen einfachen griechischen Krieger, der sich für einen Kriegseinsatz rüstet. Eine solche Szene kann jedoch nur in familiärem Umfeld geschehen. Die dargestellte Frau ist für die Mutter zu jung, also muss es sich dann um die Schwester des jungen Mannes handeln. Möglicherweise war eine Änderung der Sphäre vom Göttlichen zum Menschlichen von Hermonax bewusst vorgenommen worden. Auch spricht für die zweite Variante, dass beide Personen neben den gewaltigen Waffen sehr zierlich und wenig göttlich wirken.
Die Rückseite der Vase zeigt einen im Aufbruch begriffenen Mann mit Lanze, der von einer Frau einen Opferschale erhält, die sie aus einer Kanne füllt. Dies kann als die religiöse Seite des Aufbruchs in den Krieg, das Abschiedsopfer, gedeutet werden.

## Belege
1. ↑  Inventarnummer HA 117 (= L 504); Beazley Archive Database Number 205438.
2. ↑  Homer, Ilias 19, 10.